# الهيجار (مكيراس)

تعديل مصدري - تعديل

الهيجار هي إحدى قرى عزلة مكيراس بمديرية مكيراس التابعة لمحافظة البيضاء، بلغ تعداد سكانها 96 نسمة حسب تعداد اليمن لعام 2004.